# Volley Näfels w europejskich pucharach
Volley Näfels w europejskich pucharach występował w trakcie 24 sezonów.

## Lista spotkań w europejskich pucharach

### Puchar CEV 1981/1982
| Runda                  | Data       | Miejsce spotkania | Przeciwnik    | Wynik spotkania        |
| ---------------------- | ---------- | ----------------- | ------------- | ---------------------- |
| I runda kwalifikacyjna | 14.11.1981 | Rzym              | Toseroni Roma | 0:3 (2:15, 7:15, 6:15) |
| I runda kwalifikacyjna | 15.11.1981 | Rzym              | Toseroni Roma | 0:3 (9:15, 7:15, 2:15) |

### Puchar CEV 1993/1994
| Runda                    | Data       | Miejsce spotkania | Przeciwnik            | Wynik spotkania          |
| ------------------------ | ---------- | ----------------- | --------------------- | ------------------------ |
| II runda kwalifikacyjna  | 06.11.1993 | Skaramangas       | AO Elinikon Nafpijion | 3:0 (15:13, 15:9, 15:2)  |
| II runda kwalifikacyjna  | 14.11.1993 | Näfels            | AO Elinikon Nafpijion | 3:0 (15:2, 15:3, 15:12)  |
| III runda kwalifikacyjna | 03.12.1993 | Näfels            | VfB Friedrichshafen   | 0:3 (10:15, 4:15, 12:15) |
| III runda kwalifikacyjna | 11.12.1993 | Friedrichshafen   | VfB Friedrichshafen   | 0:3 (7:15, 6:15, 12:15)  |

### Puchar CEV 1994/1995
| Runda                  | Data       | Miejsce spotkania | Przeciwnik   | Wynik spotkania                        |
| ---------------------- | ---------- | ----------------- | ------------ | -------------------------------------- |
| I runda kwalifikacyjna | 02.10.1994 | Näfels            | Tourcoing LM | 2:3 (15:12, 8:15, 15:12, 15:17, 11:15) |
| I runda kwalifikacyjna | 08.10.1994 | Tourcoing         | Tourcoing LM | 0:3 (12:15, 5:15, 6:15)                |

### Puchar Europy Zdobywców Pucharów 1995/1996
| Runda                   | Data       | Miejsce spotkania      | Przeciwnik                      | Wynik spotkania                       |
| ----------------------- | ---------- | ---------------------- | ------------------------------- | ------------------------------------- |
| II runda kwalifikacyjna | 03.12.1995 | Näfels                 | Csepel SC                       | 3:0 (15:2, 17:15, 15:1)               |
| II runda kwalifikacyjna | 09.12.1995 | Budapeszt              | Csepel SC                       | 1:3 (15:8, 1:15, 5:15, 16:17)         |
| Faza grupowa            | 10.01.1996 | Näfels                 | PSG Asnières                    | 3:0 (15:7, 15:5, 15:8)                |
| Faza grupowa            | 17.01.1996 | Maribor                | Marles Maribor                  | 2:3 (6:15, 5:15, 15:11, 16:14, 13:15) |
| Faza grupowa            | 24.01.1996 | Näfels                 | Hapoel Matte Aszer              | 1:3 (9:15, 7:15, 15:13, 12:15)        |
| Faza grupowa            | 31.01.1996 | Kluż-Napoka            | Universitatea Ardaf Cluj-Napoca | 0:3 (14:16, 14:16, 9:15)              |
| Faza grupowa            | 07.02.1996 | Näfels                 | Unicaja Almería                 | 2:3 (15:10, 8:15, 9:15, 15:12, 13:15) |
| Faza grupowa            | 14.02.1996 | Näfels                 | Kamunalnik Grodno               | 3:0 (15:8, 15:7, 15:5)                |
| Faza grupowa            | 21.02.1996 | Capelle aan den IJssel | Alcom Capelle                   | 0:3 (9:15, 7:15, 7:15)                |

### Puchar Europy Zdobywców Pucharów 1996/1997
| Runda                   | Data       | Miejsce spotkania | Przeciwnik                  | Wynik spotkania                 |
| ----------------------- | ---------- | ----------------- | --------------------------- | ------------------------------- |
| II runda kwalifikacyjna | 29.11.1996 | Näfels            | Tampereen Isku-Volley       | 3:1 (6:15, 15:8, 15:12, 15:3)   |
| II runda kwalifikacyjna | 30.11.1996 | Näfels            | Tampereen Isku-Volley       | 1:3 (15:6, 16:17, 12:15, 12:15) |
| Faza grupowa            | 08.01.1997 | Näfels            | SCC Berlin                  | 0:3 (4:15, 4:15, 6:15)          |
| Faza grupowa            | 15.01.1997 | Zonhoven          | HVB Zonhoven                | 0:3 (4:15, 8:15, 3:15)          |
| Faza grupowa            | 22.01.1997 | Näfels            | CV Gran Canaria Arehucas    | 1:3 (15:7, 7:15, 3:15, 12:15)   |
| Faza grupowa            | 29.01.1997 | Näfels            | Stade Poitevin Poitiers     | 1:3 (15:13, 7:15, 7:15, 9:15)   |
| Faza grupowa            | 05.02.1997 | Saloniki          | AS Aris                     | 1:3 (15:9, 5:15, 5:15, 8:15)    |
| Faza grupowa            | 11.02.1997 | Näfels            | Biełogorje-Dinamo Biełgorod | 0:3 (5:15, 4:15, 8:15)          |
| Faza grupowa            | 19.02.1997 | Nysa              | Stal Hochland Nysa          | 0:3 (10:15, 12:15, 5:15)        |

### Puchar CEV 1997/1998
| Runda                   | Data       | Miejsce spotkania | Przeciwnik          | Wynik spotkania                 |
| ----------------------- | ---------- | ----------------- | ------------------- | ------------------------------- |
| I runda kwalifikacyjna  | 01.11.1997 | Funchal           | CD Nacional         | 3:0 (15:5, 15:4, 15:6)          |
| I runda kwalifikacyjna  | 08.11.1997 | Näfels            | CD Nacional         | 1:3 (10:15, 16:14, 8:15, 13:15) |
| II runda kwalifikacyjna | 28.11.1997 | Varaždin          | OK Varaždin         | 0:3 (4:15, 12:15, 6:15)         |
| II runda kwalifikacyjna | 29.11.1997 | Varaždin          | CSKA Moskwa         | 0:3 (13:15, 15:17, 11:15)       |
| II runda kwalifikacyjna | 30.11.1997 | Varaždin          | Dorożnyk-SKA Odessa | 0:3 (4:15, 11:15, 5:15)         |

### Puchar Europy Mistrzów Klubowych 1998/1999
| Runda                  | Data       | Miejsce spotkania | Przeciwnik | Wynik spotkania          |
| ---------------------- | ---------- | ----------------- | ---------- | ------------------------ |
| I runda kwalifikacyjna | 10.10.1998 | Näfels            | SC Espinho | 0:3 (11:15, 14:16, 6:15) |
| I runda kwalifikacyjna | 17.10.1998 | Espinho           | SC Espinho | 0:3 (9:15, 12:15, 9:15)  |

### Puchar Europy Mistrzów Klubowych 1999/2000
| Runda                   | Data       | Miejsce spotkania | Przeciwnik                | Wynik spotkania                         |
| ----------------------- | ---------- | ----------------- | ------------------------- | --------------------------------------- |
| I runda kwalifikacyjna  | 02.10.1999 | Näfels            | VC Mamer                  | 3:0 (25:18, 25:13, 25:18)               |
| I runda kwalifikacyjna  | 09.10.1999 | Mamer             | VC Mamer                  | 3:0 (25:19, 25:17, 25:15)               |
| II runda kwalifikacyjna | 04.12.1999 | Näfels            | VKP Bratislava            | 3:0 (25:18, 25:18, 25:21)               |
| II runda kwalifikacyjna | 05.12.1999 | Näfels            | VKP Bratislava            | 3:0 (25:17, 25:15, 25:15)               |
| Faza grupowa            | 12.01.2000 | Näfels            | Numancia Caja Duero Soria | 3:0 (25:18, 26:24, 25:19)               |
| Faza grupowa            | 19.01.2000 | Friedrichshafen   | VfB Friedrichshafen       | 0:3 (16:25, 18:25, 15:25)               |
| Faza grupowa            | 26.01.2000 | Näfels            | Olympiakos SFP            | 0:3 (25:27, 19:25, 17:25)               |
| Faza grupowa            | 02.02.2000 | Apeldoorn         | Piet Zoomers/D Apeldoorn  | 0:3 (25:27, 18:25, 23:25)               |
| Faza grupowa            | 09.02.2000 | Näfels            | Stade Poitevin Poitiers   | 2:3 (18:25, 34:32, 25:11, 18:25, 14:16) |
| Faza grupowa            | 16.02.2000 | Näfels            | Keski-Savon Pateri        | 0:3 (23:25, 21:25, 16:25)               |
| Faza grupowa            | 23.02.2000 | Villorba          | Sisley Treviso            | 0:3 (14:25, 19:25, 24:26)               |

### Puchar Top Teams 2000/2001
| Runda        | Data       | Miejsce spotkania   | Przeciwnik         | Wynik spotkania                         |
| ------------ | ---------- | ------------------- | ------------------ | --------------------------------------- |
| Faza grupowa | 07.12.2000 | Segedyn             | Medikémia Szeged   | 3:1 (20:25, 25:18, 25:20, 28:26)        |
| Faza grupowa | 13.12.2000 | Näfels              | CSS Midia Năvodari | 3:0 (25:18, 25:20, 25:19)               |
| Faza grupowa | 20.12.2000 | Gorzów Wielkopolski | Stilon Gorzów      | 0:3 (20:25, 14:25, 20:25)               |
| Faza grupowa | 10.01.2001 | Näfels              | Stilon Gorzów      | 1:3 (25:20, 24:26, 20:25, 18:25)        |
| Faza grupowa | 17.01.2001 | Năvodari            | CSS Midia Năvodari | 3:1 (28:30, 25:22, 25:18, 26:24)        |
| Faza grupowa | 24.01.2001 | Näfels              | Medikémia Szeged   | 2:3 (25:16, 25:21, 18:25, 20:25, 13:15) |

### Puchar Top Teams 2001/2002
| Runda               | Data       | Miejsce spotkania | Przeciwnik       | Wynik spotkania                         |
| ------------------- | ---------- | ----------------- | ---------------- | --------------------------------------- |
| Faza kwalifikacyjna | 13.10.2001 | Näfels            | Aalborg HIK      | 3:1 (22:25, 25:19, 25:17, 25:17)        |
| Faza kwalifikacyjna | 14.10.2001 | Näfels            | Aalborg HIK      | 3:1 (25:16, 25:18, 15:25, 25:23)        |
| Faza grupowa        | 05.12.2001 | Näfels            | HWK Homel        | 1:3 (25:21, 17:25, 23:25, 21:25)        |
| Faza grupowa        | 12.12.2001 | Liberec           | VK Dukla Liberec | 2:3 (25:15, 25:19, 19:25, 20:25, 16:18) |
| Faza grupowa        | 19.12.2001 | Näfels            | SC Espinho       | 2:3 (19:25, 26:24, 23:25, 29:27, 12:15) |
| Faza grupowa        | 09.01.2002 | Espinho           | SC Espinho       | 0:3 (19:25, 24:26, 22:25)               |
| Faza grupowa        | 16.01.2002 | Näfels            | VK Dukla Liberec | 3:0 (25:22, 25:21, 25:21)               |
| Faza grupowa        | 23.01.2002 | Homel             | HWK Homel        | 3:1 (25:22, 22:25, 25:21, 27:25)        |

### Puchar Top Teams 2002/2003
| Runda                   | Data       | Miejsce spotkania | Przeciwnik           | Wynik spotkania                         |
| ----------------------- | ---------- | ----------------- | -------------------- | --------------------------------------- |
| II runda kwalifikacyjna | 08.11.2002 | Näfels            | Studenti Tirana      | 3:0 (25:19, 25:22, 25:17)               |
| II runda kwalifikacyjna | 09.11.2002 | Näfels            | Chance Odolena Voda  | 2:3 (25:19, 19:25, 25:22, 21:25, 13:15) |
| II runda kwalifikacyjna | 10.11.2002 | Näfels            | Salonit Anhovo Kanal | 1:3 (25:23, 23:25, 26:28, 20:25)        |

### Puchar Top Teams 2003/2004
| Runda                   | Data       | Miejsce spotkania | Przeciwnik    | Wynik spotkania           |
| ----------------------- | ---------- | ----------------- | ------------- | ------------------------- |
| II runda kwalifikacyjna | 24.10.2003 | Vitoria           | MOK Osijek    | 3:0 (25:15, 25:15, 25:16) |
| II runda kwalifikacyjna | 25.10.2003 | Vitoria           | Vitória SC    | 0:3 (23:25, 23:25, 23:25) |
| II runda kwalifikacyjna | 26.10.2003 | Vitoria           | APOEL Nikozja | 3:0 (25:15, 25:16, 25:18) |

### Puchar Top Teams 2004/2005
| Runda        | Data       | Miejsce spotkania | Przeciwnik        | Wynik spotkania                         |
| ------------ | ---------- | ----------------- | ----------------- | --------------------------------------- |
| Faza grupowa | 10.11.2004 | Näfels            | Olympiakos SFP    | 0:3 (20:25, 21:25, 20:25)               |
| Faza grupowa | 17.11.2004 | Šoštanj           | Šoštanj Topolšica | 1:3 (22:25, 27:29, 25:22, 22:25)        |
| Faza grupowa | 24.11.2004 | Näfels            | Fenerbahçe        | 2:3 (25:18, 23:25, 18:25, 25:23, 14:16) |
| Faza grupowa | 01.12.2004 | Stambuł           | Fenerbahçe        | 1:3 (23:25, 22:25, 25:15, 21:25)        |
| Faza grupowa | 08.12.2004 | Näfels            | Šoštanj Topolšica | 3:1 (34:32, 25:17, 24:26, 25:17)        |
| Faza grupowa | 15.12.2004 | Pireus            | Olympiakos SFP    | 0:3 (15:25, 18:25, 22:25)               |

### Puchar Top Teams 2005/2006
| Runda                   | Data       | Miejsce spotkania | Przeciwnik                | Wynik spotkania                         |
| ----------------------- | ---------- | ----------------- | ------------------------- | --------------------------------------- |
| II runda kwalifikacyjna | 07.10.2005 | Näfels            | Anorthosis Famagusta      | 3:0 (25:21, 25:20, 25:22)               |
| II runda kwalifikacyjna | 08.10.2005 | Näfels            | University of Ulster      | 3:0 (25:15, 25:15, 25:18)               |
| II runda kwalifikacyjna | 09.10.2005 | Näfels            | VC Pepe Jeans Asse-Lennik | 3:2 (16:25, 25:19, 21:25, 25:23, 15:12) |
| Faza grupowa            | 26.10.2005 | Bled              | Autocommerce Bled         | 2:3 (24:26, 21:25, 25:17, 25:21, 17:19) |
| Faza grupowa            | 01.11.2005 | Näfels            | Son Amar Palma            | 1:3 (18:25, 20:25, 25:19, 18:25)        |
| Faza grupowa            | 09.11.2005 | Olsztyn           | PZU AZS Olsztyn           | 0:3 (25:27, 19:25, 14:25)               |
| Faza grupowa            | 07.12.2005 | Näfels            | PZU AZS Olsztyn           | 1:3 (25:18, 19:25, 20:25, 19:25)        |
| Faza grupowa            | 14.12.2005 | Palma de Mallorca | Son Amar Palma            | 0:3 (14:25, 17:25, 15:25)               |
| Faza grupowa            | 21.12.2005 | Näfels            | Autocommerce Bled         | 3:0 (31:29, 25:21, 25:16)               |

### Puchar CEV 2006/2007
| Runda                   | Data       | Miejsce spotkania | Przeciwnik           | Wynik spotkania           |
| ----------------------- | ---------- | ----------------- | -------------------- | ------------------------- |
| II runda kwalifikacyjna | 05.01.2007 | Kanal             | HvA Volleybal        | 3:0 (25:21, 25:17, 25:17) |
| II runda kwalifikacyjna | 06.01.2007 | Kanal             | Salonit Anhovo Kanal | 0:3 (24:26, 17:25, 16:25) |

### Puchar CEV 2007/2008
| Runda       | Data       | Miejsce spotkania | Przeciwnik              | Wynik spotkania           |
| ----------- | ---------- | ----------------- | ----------------------- | ------------------------- |
| 1/16 finału | 21.10.2007 | Näfels            | 11 Oktomvri 2005 Priłep | 3:0 (25:21, 25:13, 25:21) |
| 1/16 finału | 27.10.2007 | Prilep            | 11 Oktomvri 2005 Priłep | 3:0 (25:15, 25:15, 25:17) |
| 1/8 finału  | 12.12.2007 | Tuluza            | TOAC-TUC Toulouse       | 0:3 (17:25, 22:25, 16:25) |
| 1/8 finału  | 19.12.2007 | Näfels            | TOAC-TUC Toulouse       | 0:3 (18:25, 22:25, 13:25) |

### Puchar Challenge 2009/2010
| Runda                   | Data       | Miejsce spotkania | Przeciwnik           | Wynik spotkania                  |
| ----------------------- | ---------- | ----------------- | -------------------- | -------------------------------- |
| II runda kwalifikacyjna | 02.12.2009 | Näfels            | VC Argex Duvel Puurs | 0:3 (23:25, 23:25, 21:25)        |
| II runda kwalifikacyjna | 09.12.2009 | Puurs             | VC Argex Duvel Puurs | 1:3 (20:25, 26:24, 22:25, 21:25) |

### Puchar Challenge 2010/2011
| Runda                  | Data       | Miejsce spotkania | Przeciwnik | Wynik spotkania                         |
| ---------------------- | ---------- | ----------------- | ---------- | --------------------------------------- |
| I runda kwalifikacyjna | 23.10.2010 | Bergen            | Nyborg VBK | 2:3 (25:20, 14:25, 16:25, 25:20, 13:15) |
| I runda kwalifikacyjna | 24.10.2010 | Bergen            | Nyborg VBK | 1:3 (20:25, 25:19, 15:25, 23:25)        |

### Puchar CEV 2011/2012
| Runda       | Data       | Miejsce spotkania | Przeciwnik                   | Wynik spotkania                         |
| ----------- | ---------- | ----------------- | ---------------------------- | --------------------------------------- |
| 1/16 finału | 19.10.2011 | Näfels            | HAOK Mladost Zagrzeb         | 2:3 (25:22, 23:25, 24:26, 25:21, 13:15) |
| 1/16 finału | 25.10.2011 | Zagrzeb           | HAOK Mladost Zagrzeb         | 3:2 (18:25, 25:23, 21:25, 25:22, 15:12) |
| 1/16 finału | 25.10.2011 | Zagrzeb           | HAOK Mladost Zagrzeb         | złoty set: 15:9                         |
| 1/8 finału  | 14.12.2011 | Näfels            | Acqua Paradiso Monza Brianza | 0:3 (23:25, 22:25, 21:25)               |
| 1/8 finału  | 21.12.2011 | Monza             | Acqua Paradiso Monza Brianza | 0:3 (16:25, 20:25, 15:25)               |

### Puchar Challenge 2012/2013
| Runda                  | Data       | Miejsce spotkania | Przeciwnik        | Wynik spotkania                  |
| ---------------------- | ---------- | ----------------- | ----------------- | -------------------------------- |
| I runda kwalifikacyjna | 26.10.2012 | Ermupoli          | AO Foinikas Syros | 1:3 (17:25, 23:25, 25:21, 20:25) |
| I runda kwalifikacyjna | 28.10.2012 | Ermupoli          | AO Foinikas Syros | 0:3 (21:25, 18:25, 24:26)        |

### Puchar CEV 2014/2015
| Runda       | Data       | Miejsce spotkania | Przeciwnik               | Wynik spotkania                         |
| ----------- | ---------- | ----------------- | ------------------------ | --------------------------------------- |
| 1/16 finału | 05.11.2014 | Apeldoorn         | Draisma Dynamo Apeldoorn | 2:3 (25:22, 25:27, 25:14, 19:25, 12:15) |
| 1/16 finału | 20.11.2014 | Rapperswil-Jona   | Draisma Dynamo Apeldoorn | 3:2 (25:23, 25:22, 16:25, 19:25, 15:5)  |
| 1/16 finału | 20.11.2014 | Rapperswil-Jona   | Draisma Dynamo Apeldoorn | złoty set: 13:15                        |

### Puchar Challenge 2014/2015
| Runda       | Data       | Miejsce spotkania | Przeciwnik           | Wynik spotkania           |
| ----------- | ---------- | ----------------- | -------------------- | ------------------------- |
| 1/16 finału | 04.12.2014 | Ankara            | Maliye Milli Piyango | 0:3 (15:25, 17:25, 22:25) |
| 1/16 finału | 17.12.2014 | Näfels            | Maliye Milli Piyango | 0:3 (22:25, 18:25, 20:25) |

### Puchar Challenge 2015/2016
| Runda                   | Data       | Miejsce spotkania | Przeciwnik | Wynik spotkania                  |
| ----------------------- | ---------- | ----------------- | ---------- | -------------------------------- |
| II runda kwalifikacyjna | 04.11.2015 | Näfels            | SL Benfica | 0:3 (20:25, 21:25, 12:25)        |
| II runda kwalifikacyjna | 18.11.2015 | Lizbona           | SL Benfica | 1:3 (19:25, 15:25, 25:16, 20:25) |

### Puchar Challenge 2016/2017
| Runda                   | Data       | Miejsce spotkania | Przeciwnik | Wynik spotkania                         |
| ----------------------- | ---------- | ----------------- | ---------- | --------------------------------------- |
| II runda kwalifikacyjna | 07.12.2016 | Lizbona           | SL Benfica | 2:3 (12:25, 18:25, 25:17, 28:26, 10:15) |
| II runda kwalifikacyjna | 22.12.2016 | Näfels            | SL Benfica | 2:3 (21:25, 25:23, 25:21, 30:32, 12:15) |

### Puchar Challenge 2017/2018
| Runda       | Data       | Miejsce spotkania       | Przeciwnik                   | Wynik spotkania                         |
| ----------- | ---------- | ----------------------- | ---------------------------- | --------------------------------------- |
| 1/16 finału | 05.12.2017 | Zwettl-Niederösterreich | Union Raiffeisen Waldviertel | 3:1 (25:19, 23:25, 25:15, 25:22)        |
| 1/16 finału | 20.12.2017 | Näfels                  | Union Raiffeisen Waldviertel | 3:1 (25:15, 20:25, 25:17, 26:24)        |
| 1/8 finału  | 17.01.2018 | Karlowe Wary            | VK ČEZ Karlovarsko           | 3:1 (26:24, 19:25, 25:23, 25:22)        |
| 1/8 finału  | 31.01.2018 | Näfels                  | VK ČEZ Karlovarsko           | 3:2 (25:23, 27:29, 25:21, 19:25, 16:14) |
| Ćwierćfinał | 14.02.2018 | Näfels                  | Gazprom-Jugra Surgut         | 1:3 (26:24, 17:25, 22:25, 23:25)        |
| Ćwierćfinał | 28.02.2018 | Surgut                  | Gazprom-Jugra Surgut         | 2:3 (23:25, 25:20, 13:25, 25:22, 10:15) |

### Puchar Challenge 2018/2019
| Runda       | Data       | Miejsce spotkania | Przeciwnik    | Wynik spotkania                         |
| ----------- | ---------- | ----------------- | ------------- | --------------------------------------- |
| 1/16 finału | 28.11.2018 | Kamnik            | Calcit Kamnik | 0:3 (23:25, 13:25, 23:25)               |
| 1/16 finału | 05.12.2018 | Näfels            | Calcit Kamnik | 3:2 (26:28, 25:23, 25:19, 23:25, 15:10) |

## Bilans sezonów

### sezon po sezonie
| 1981/1982 | Puchar CEV                       | I runda kwalifikacyjna   | 2   | 0  | 2  | 6   | 0   | 6   |
| 1993/1994 | Puchar CEV                       | III runda kwalifikacyjna | 4   | 2  | 2  | 12  | 6   | 6   |
| 1994/1995 | Puchar CEV                       | I runda kwalifikacyjna   | 2   | 0  | 2  | 8   | 2   | 6   |
| 1995/1996 | Puchar Europy Zdobywców Pucharów | faza grupowa             | 9   | 3  | 6  | 33  | 15  | 18  |
| 1996/1997 | Puchar Europy Zdobywców Pucharów | faza grupowa             | 9   | 1  | 8  | 32  | 7   | 25  |
| 1997/1998 | Puchar CEV                       | II runda kwalifikacyjna  | 5   | 1  | 4  | 16  | 4   | 12  |
| 1998/1999 | Puchar Europy Mistrzów Klubowych | I runda kwalifikacyjna   | 2   | 0  | 2  | 6   | 0   | 6   |
| 1999/2000 | Puchar Europy Mistrzów Klubowych | faza grupowa             | 11  | 5  | 6  | 35  | 17  | 18  |
| 2000/2001 | Puchar Top Teams                 | faza grupowa             | 6   | 3  | 3  | 23  | 12  | 11  |
| 2001/2002 | Puchar Top Teams                 | faza grupowa             | 8   | 4  | 4  | 32  | 17  | 15  |
| 2002/2003 | Puchar Top Teams                 | II runda kwalifikacyjna  | 3   | 1  | 2  | 12  | 6   | 6   |
| 2003/2004 | Puchar Top Teams                 | II runda kwalifikacyjna  | 3   | 2  | 1  | 9   | 6   | 3   |
| 2004/2005 | Puchar Top Teams                 | faza grupowa             | 6   | 1  | 5  | 23  | 7   | 16  |
| 2005/2006 | Puchar Top Teams                 | faza grupowa             | 9   | 4  | 5  | 33  | 16  | 17  |
| 2006/2007 | Puchar CEV                       | II runda kwalifikacyjna  | 2   | 1  | 1  | 6   | 3   | 3   |
| 2007/2008 | Puchar CEV                       | 1/8 finału               | 4   | 2  | 2  | 12  | 6   | 6   |
| 2009/2010 | Puchar Challenge                 | II runda kwalifikacyjna  | 2   | 0  | 2  | 7   | 1   | 6   |
| 2010/2011 | Puchar Challenge                 | I runda kwalifikacyjna   | 2   | 0  | 2  | 9   | 3   | 6   |
| 2011/2012 | Puchar CEV                       | 1/8 finału               | 4   | 1  | 3  | 17  | 6   | 11  |
| 2012/2013 | Puchar Challenge                 | I runda kwalifikacyjna   | 2   | 0  | 2  | 7   | 1   | 6   |
| 2014/2015 | Puchar CEV                       | 1/16 finału              | 2   | 1  | 1  | 11  | 5   | 6   |
| 2014/2015 | Puchar Challenge                 | 1/16 finału              | 2   | 0  | 2  | 6   | 0   | 6   |
| 2015/2016 | Puchar Challenge                 | 1/16 finału              | 2   | 0  | 2  | 7   | 1   | 6   |
| 2016/2017 | Puchar Challenge                 | 1/16 finału              | 2   | 0  | 2  | 10  | 4   | 6   |
| 2017/2018 | Puchar Challenge                 | ćwierćfinał              | 6   | 4  | 2  | 26  | 15  | 11  |
| 2018/2019 | Puchar Challenge                 | 1/16 finału              | 2   | 1  | 1  | 8   | 3   | 5   |
| Razem     | Razem                            | Razem                    | 111 | 37 | 74 | 406 | 163 | 243 |

### według rozgrywek
| Liga Mistrzów                    |    |     |    |    |     |     |     |
| Puchar Europy Mistrzów Klubowych | 2  | 13  | 5  | 8  | 41  | 17  | 24  |
| Razem                            | 2  | 13  | 5  | 8  | 41  | 17  | 24  |
| Puchar CEV                       | 3  | 10  | 4  | 6  | 40  | 17  | 23  |
| Puchar Top Teams                 | 6  | 35  | 15 | 20 | 132 | 64  | 68  |
| Puchar Europy Zdobywców Pucharów | 2  | 18  | 4  | 14 | 65  | 22  | 43  |
| Razem                            | 11 | 63  | 23 | 40 | 237 | 103 | 134 |
| Puchar Challenge                 | 8  | 20  | 5  | 15 | 80  | 28  | 52  |
| Puchar CEV (1980-2007)           | 5  | 15  | 4  | 11 | 48  | 15  | 33  |
| Razem                            | 13 | 35  | 9  | 26 | 128 | 43  | 85  |
| Razem                            | 26 | 111 | 37 | 74 | 406 | 163 | 243 |